# كيم (لاعب كرة قدم)
كارلوس دياز أو الملقب ب كيم (بالإنجليزية: Carlos Henrique Dias)‏ لاعب كرة قدم برازيلي يلعب في النادي العربي القطري من عام 2008 وحتى الآن.

## روابط إضافية
- Career stats at lfp.fr
- Official club profile
- Sambafoot

## روابط خارجية
- كارلوس دياز على موقع رابطة كرة القدم الفرنسية للمحترفين (الإنجليزية)
- كارلوس دياز على موقع قاعدة بيانات كرة القدم.إي يو (الإنجليزية)
- كارلوس دياز على موقع Soccerway.com (الإنجليزية)
- كارلوس دياز على موقع كووورة